# Bath Township (Michigan)
Pour les articles homonymes, voir Bath Township.
Bath Township est un township situé dans l'État du Michigan, aux États-Unis.

## Histoire
Bath Township a été initialement organisée en 1839 sous le nom d'Ossowa Township, ayant été séparée de DeWitt Township par une loi du gouverneur. Elle a été rebaptisée Bath Township en 1843 d'après le village de Bath (New York).
La ville est connue pour avoir été le lieu de l'attentat de la Bath Consolidated School le 18 mai 1927, où un homme, Andrew Kehoe, s’est fait exploser dans une école tuant 45 personnes et en majorité des écoliers.

## Démographie
| 1927 | 1980  | 1990  | 2000  | 2010   |
| ---- | ----- | ----- | ----- | ------ |
| 300  | 5 746 | 6 387 | 7 541 | 11 598 |